# Собиров, Илгизар Матякубович
Илгизар Матякубович Собиров (узб. Ilgizar Matyoqubovich Sobirov; род. 20 февраля 1959, Кошкупырский район, Хорезмская область) — юрист, государственный деятель, сенатор (2005—2015), председатель Сената Олий Мажлиса Республики Узбекистан (2006—2015), Начальник управления юстиции Хорезмской области (2015—2017), с 2017 по 2018 год Хоким Хорезмской области.

## Биография
Илгизар Собиров родился 20 февраля 1959 года в Кошкупырском районе Хорезмской области. До поступления в ВУЗ в 1975—1980 годах работал в колхозе имени И. Ибрагимова Кошкупырского района. Во время учёбы в Ташкентском государственном университете был секретарём комсомольской организации юридического факультета. После окончания университета в разное время работал: сотрудником кафедры «Уголовное право и криминология» (1986—1987), научным сотрудником Института философии и права АН Узбекистана (1988—1992), старшим помощником председателя Верховного суда (1992—1993), проректором Ташкентского государственного юридического института (1993—1994), помощником председателя Верховного суда, судьёй, секретарём пленума и коллегии Высшего хозяйственного суда (1994—1997), консультантом экспертной группы по связям с органами законодательства и судебной власти Аппарата Президента (1997—1999), начальником управления юстиции Хорезмской области (1999—2000), хокимом Кошкупырского района Хорезмской области (2003—2005). В 2009 году был избран депутатом Кенгаша Кошкупырского района.
В 1999 году Собиров был избран депутатом Олий Мажлиса второго созыва, работал заместителем председателя Комитета Олий Мажлиса по вопросам обороны и безопасности, председателем Комитета Олий Мажлиса по законодательству и судебно-правовым вопросам. В 2005 году стал членом Сената первого созыва от Хорезмской области, в 2005 году занял пост председателя Комитета Сената по вопросам обороны и безопасности; в 2006 году избран председателем Сената. В 2010 году вновь стал сенатором от Хорезмской области, 26 января 2010 года избран председателем Сената второго созыва.
С 2015 по 2017 годы вновь занимал должность начальника управления юстиции Хорезмской области. 
В 2017 году Собиров был назначен хокимом Хорезмской области, освобождён от должности 21 апреля 2018 года.

## Награды и премии
- Орден «Мехнат шухрати» (2005)
- Нагрудный знак «Ўзбекистон белгиси» (2002)
- Памятный знак «15 лет независимости Узбекистана» (2006)
- Памятный знак «15 лет вооружённым силам Республики Узбекистан» (2007)